# Szamosújlak
Szamosújlak község Szabolcs-Szatmár-Bereg vármegyében, a Fehérgyarmati járásban.

## Fekvése
A vármegye keleti részén, a Szatmári-síkságon fekszik, a Szamos jobb parti oldalán.
Szomszédai: észak felől Zsarolyán, északkelet felől Jánkmajtis, délkelet felől Szamossályi, dél felől Porcsalma, nyugat felől pedig Gyügye. Ez utóbbi a legközelebbi szomszédja, melytől alig 2 kilométer választja el.
A megyeszékhely, Nyíregyháza 82, a környék más fontosabb települései közül Mátészalka 26, Fehérgyarmat 12, Csengersima 15, Kisar pedig 20 kilométerre található.

### Megközelítése
A település központján, annak főutcájaként végighalad a 4137-es út, ez köti össze a szomszédai közül Gyügyével és Cégénydányáddal is, míg Jánkmajtissal és Szamossályival a 4138-as út kapcsolja össze.
Az ország távolabbi részei felől a 49-es főúton érhető el, Mátészalkán keresztül; a főútról Porcsalma keleti részén kell balra (észak felé) letérni Jánkmajtis irányában, majd a Holt-Szamos keresztezése után még egyszer balra.
Vasútvonal nem érinti a települést, a legközelebbi vasúti csatlakozási lehetőség a Nyíregyháza–Mátészalka–Zajta-vasútvonal Jánkmajtis megállóhelye, mintegy 8 kilométerre.

## Története
Szamosújlak nevét 1332-ben Vylak, 1446-ban Zombok Ujlaknak írják. A Zombok család ősi birtoka volt. Az 1400-as évek elején a Zsarolyáni családnak, 1446-ban Bekényi Miklósnak és feleségének, 1463-ban Gerezdy Istvánnak is van itt részbirtoka. 1495-ben Újlaky János és Antal kapják meg az egész települést.
A 16. században már Szamos-Újlak néven ismert. 1592-ben Szentmiklósi Pongrácz Gáspár kapta meg a falut. Az 1600-as évek közepén a Vay családbeliek voltak a fő birtokosai.
1726-ban gróf Teleki János kapta meg királyi adományként. 1743-ban a báró Kemény családnak is volt itt birtoka.
1810-ben település területének kétharmada a Nagyváradi Ajtay családé, a fennmaradó egyharmad rész özvegy Maróthy Ferencnéé, majd a báró Bánffy és gróf Bethlen családoké volt.
Az 1900-as évek elején gróf Hadik-Barkóczy Endrének volt itt nagyobb birtoka.
A település temploma a 15. században épült, alatta van az Ajtay család sírboltja. 1842-ben építették újjá, azonban 1865-ben leégett, de ismét felépült. 1998-ban ismét felújították.

## Közélete

### Polgármesterei
- 1990–1994: Ifj. Joó Károly (SZDSZ)[3][4]
- 1994–1998: Ifj. Joó Károly (független)[5][6]
- 1998–2002: Ifj. Joó Károly (független)[7][8]
- 2002–2006: Ifj. Joó Károly (független)[9][10]
- 2006–2010: Özv. Bajnay Sándorné (független)[11][12]
- 2010–2014: Joó Károly (független)[13]
- 2014–2019: Joó Károly (Fidesz-KDNP)[14][15]
- 2019–2022: Joó Károly (Fidesz-KDNP)[16]
- 2022–2024: Bégány Róbert (Fidesz-KDNP)[17]
- 2024– : Bégány Róbert (Fidesz-KDNP)[1]

A településen 2022. július 3-án időközi polgármester-választást kellett tartani, mert a korábbi faluvezető 2021. augusztus 31-én lemondott. A posztért egyetlen jelölt indult, aki így meg is nyerte a választást.

## Népesség
A település népességének változása:
| Lakosok száma | 363  | 354  | 361  | 342  | 343  | 359  | 352  |
|               | 2013 | 2014 | 2015 | 2021 | 2022 | 2023 | 2024 |

2001-ben a város lakosságának közel 100%-a magyar nemzetiségűnek vallotta magát.
A 2011-es népszámlálás során a lakosok 98%-a magyarnak, 0,6% cigánynak mondta magát (2% nem nyilatkozott; a kettős identitások miatt a végösszeg nagyobb lehet 100%-nál). A vallási megoszlás a következő volt: római katolikus 5,1%, református 81,4%, görögkatolikus 1,4%, felekezeten kívüli 2,3% (9,9% nem válaszolt).
2022-ben a lakosság 91,8%-a vallotta magát magyarnak, 5% cigánynak, 1,5% románnak, 1,2% ukránnak, 0,3% bolgárnak, 0,6% egyéb, nem hazai nemzetiségűnek (7,9% nem nyilatkozott; a kettős identitások miatt a végösszeg nagyobb lehet 100%-nál). Vallásuk szerint 6,1% volt római katolikus, 68,5% református, 3,5% görög katolikus, 0,3% evangélikus, 0,3% ortodox, 2,6% felekezeten kívüli (18,7% nem válaszolt).

## Nevezetességei
Református templom – Az 1992-95-ös feltárás és újjáépítés után Európa-Nostra díjat kapott.

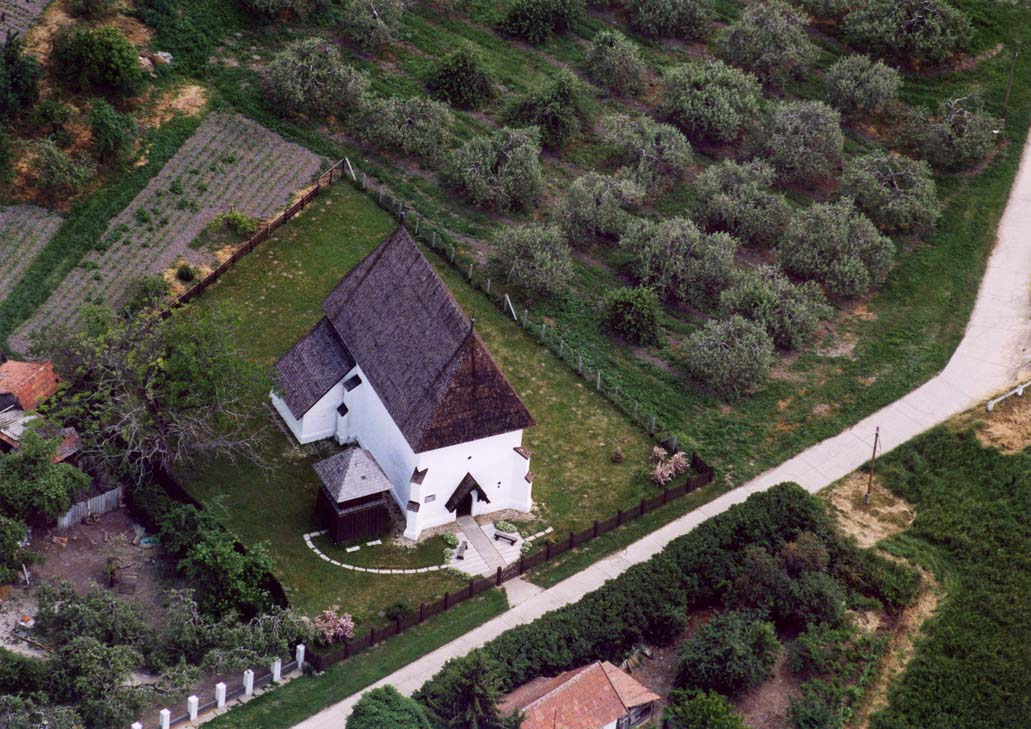
A templom légifotója

## Híres személyek
- itt született Kanyó András (1932–2021) hírszerző, rendőrtiszt, újságíró